# Jean Naprapol
Jean Nako Naprapol (20 luglio 1980) è un calciatore vanuatuano, attaccante dell'Amicale FC e della Nazionale vanuatuana.

## Carriera

### Club
Dal 2007 al 2011 gioca con il Tafea, la squadra più titolata di Vanuatu, con cui vince anche due titoli nazionali; nel 2011 si trasferisce poi all'Amicale F.C., sempre in prima divisione vanuatuana, dove vince un altro campionato, giocando in seguito anche 23 partite di qualificazione alla Champions League dell'Oceania, nelle quali ha anche segnato 5 gol.

### Nazionale
Dal 2007 ha raccolto varie presenze con la nazionale vanuatuana, partecipando a due diverse edizioni della Coppa delle Nazioni Oceaniane, nel 2008 e nel 2012; complessivamente ha giocato 23 partite segnando 9 gol.

## Palmarès

### Club

#### Competizioni nazionali
- Campionato di Vanuatu: 4

Amicale: 2011, 2012, 2013, 2015
- VFF Bred Cup: 2

Amicale: 2010, 2011